# Baukybernetik
Die Baukybernetik ist ein Fachgebiet des Bauwesens, welches zur Planung und Durchführung von Bauprozessen oder zu Gestaltung von Baustrukturen kybernetische Methoden verwendet. Es kann als Teilgebiet der Unternehmenskybernetik angesehen werden.

## Entwicklung und Definition
Bei der Baukybernetik handelt es sich um einen Überbegriff. Dieser subsumiert alle baukybernetischen Methoden unter sich.
Als Pionier der Baukybernetik im deutschsprachigen Raum gilt Heinz Grote, welcher bereits in den 1990er Jahren begonnen hat, kybernetische Methoden auf seinen Baustellen einzusetzen. Wesentlich an der Baukybernetik ist neben der Anwendung kybernetischer Methoden (z. B. Biokybernetik, Managementkybernetik) auch der Ansatz der Baukybernetiker, dass jeder Bauprozess von Beginn an nichtlinear und gestört sein kann. Dementsprechend kann dieser mit konstruktivistisch-technologischen Methoden nur bedingt beherrscht werden. Durch diese Grundeinstellung setzt sich die Baukybernetik auch für ein nachhaltiges und kooperatives Bauen ein.
Im Gegensatz zum nichteuropäischen Ausland hat sich im deutschsprachigen Raum eine baukybernetische Gemeinde gebildet, welche die Baukybernetik weiterentwickelt und etabliert. Dabei gibt es folgende Institutionen und Methoden:

## Institutionen und Methoden
- ISOM – Institut für Systemorientiertes Management (Hamburg)
- KBPM – Kybernetisches Bauprojektmanagement (Stuttgart)
- EFBK – Europäisches Forum für Baukybernetik (Klagenfurt)
- IKPB – Institut für kybernetisches Planen und Bauen  (Kassel)